# Ransom (série télévisée)
Pour les articles homonymes, voir Ransom.
Ransom ou Rançon au Québec, est une série télévisée française, canadienne et américaine en 39 épisodes de 42 minutes créée par Frank Spotnitz et David Vainola, diffusée entre le 1er janvier 2017, et le 25 mai 2019 aux États-Unis sur le réseau CBS et en simultané au Canada sur le réseau Global. L'histoire est librement inspirée de la carrière de Laurent Combalbert, négociateur professionnel,.
En Belgique, la série est diffusée depuis le 14 juin 2017 sur RTL-TVI, en Suisse, depuis le 16 juin 2017 sur RTS Deux, en France depuis le 21 juin 2017 sur TF1 pour la saison 1, puis dès le 1er avril 2019 sur 13e rue à partir de la saison 2, et au Québec depuis le 24 août 2017 sur AddikTV. Plus récemment, la série fait un retour sur la chaîne Max à l'automne 2022.

## Synopsis
Éric Beaumont est ancien agent du FBI qui a quitté l'agence, il y a près de 20 ans, après avoir été contraint d'abattre un otage. Depuis, il exerce la profession de négociateur professionnel au sein de la société spécialisée dans la négociation qu'il dirige, Crisis Resolution, et s'est juré de ne plus jamais recourir à la violence. Son équipe se compose du profiler Oliver Yates, de l'ex-flic Zara Hallam, et de l'aspirant enquêteur Maxine Carlson, la recrue la plus récente, impatiente de faire ses preuves. Ils interviennent là où les victimes et leurs familles ne peuvent faire appel à la police avec un seul objectif : sauver l'otage, quitte à laisser fuir le criminel. Mais Maxine possède un dangereux secret, issu de son passé et de celui d'Éric, un secret qui pourrait à terme amener Éric Beaumont à violer la seule règle à laquelle il n'a jamais dérogé depuis deux décennies…

## Distribution

### Acteurs principaux
- Luke Roberts (VF : Adrien Antoine ; VQ : Daniel Picard) : Eric Beaumont
- Brandon Jay McLaren (VF : Eilias Changuel ; VQ : Maël Davan-Soulas) : Oliver Yates
- Nazneen Contractor (VF : Claire Guyot ; VQ : Mélanie Laberge) : Zara Hallam
- Sarah Greene (VF : Caroline Mozzone ; VQ : Kim Jalabert) : Maxine Carlson (jusqu'à la saison 2, épisode 8)
- Karen LeBlanc (VQ : Camille Cyr-Desmarais) : Cynthia Walker (depuis la saison 2, épisode 9)

### Acteurs récurrents et invités
- Emma de Caunes (VF : elle-même ; VQ : Véronique Marchand) : Nathalie Denard, ex-femme d'Éric Beaumont (7 épisodes)
- Jenessa Grant (VF : Chloé Renaud) : Evie Beaumont, fille d'Éric Beaumont (saison 1, 5 épisodes)
- Morgan Kohan (VQ : Léa Coupal-Soutière) : Evie Beaumont, fille d'Éric Beaumont (saison 2, 4 épisodes)
- Carlo Rota (VF : Gilles Morvan) : Damian Delaine (3 épisodes)
- Michael Ironside (VF : Jean Barney) : Agent Spécial en Charge Freddie Woods du FBI, ancien supérieur d'Éric (saison 1, 3 épisodes)
- Serge Dupire : David, Gestionnaire d’une ONG (épisode Celina)
- Marie-France Alvarez : Lucie Planchais, infirmière (épisode Celina)

Version française
- Société de doublage : Audi'Art[10],[11]
- Direction artistique : Nathalie Régnier
- Adaptation des dialogues : Nevem Alokpah, Marie-Isabelle Chigot, William Coryn, Sylvie Morand

 Source et légende : version française (VF) sur RS Doublage
 Source et légende : version québécoise (VQ) sur Doublage.qc.ca. Les saisons 2 et 3 ont été doublées au Québec.

## Production

### Développement
En octobre 2014, Frank Spotnitz et David Vainola développent le projet de série, en collaboration avec TF1 en France et Shaw Media au Canada,.
Le 6 juin 2016, le réseau CBS commande directement la série sans passer par l'étape traditionnelle d'un pilote, avec Luke Roberts en tête d'affiche et rejoint donc TF1 (France) et Global (Canada) dans le projet.
Le tournage a débuté en juillet 2016 à Toronto, ajoutant Sarah Greene (Penny Dreadful, Burnt), Brandon Jay McLaren (Graceland, The Killing, Chicago Fire) et Nazneen Contractor (Heroes Reborn, Covert Affairs, 24) à la distribution, puis déplacé à Nice.
Le 30 novembre 2016, CBS annonce la date de lancement de la série au 1er janvier 2017.
À la mi-mai 2017, certains sites rapportent la série comme étant abandonnée alors qu'elle était en reconsidération. Elle a été renouvelée pour une deuxième saison le 10 octobre 2017,.
Le 16 juillet 2018, la série est renouvelée pour une troisième saison par Global.
Le 3 juillet 2019, les producteurs mettent fin à la série.

### Tournage
Huit épisodes de la première saison ont été tournés à Toronto (pour les villes américaines), et les cinq autres à Nice (pour les villes européennes).
La deuxième saison a été tournée à Toronto et Budapest, en Hongrie, de novembre 2017 à mai 2018.

## Épisodes

### Première saison (2017)
Note : La liste suivante est dans l'ordre de production, et non dans l'ordre de diffusion américaine.
1. Le Retour (Pilot)
2. Le Prix de la vie (Grand Slam)
3. La Taupe (The Box)
4. À bout de nerfs (Joe)
5. L'Ennemi intérieur (The Enemy Within)
6. Mères et père (Celina)
7. La Nouvelle Génération (Regeneration)
8. Les Pêchés de nos pères (Say What You Did)
9. La Jeune Fille du train (Girl on a Train)
10. L'Artiste (The Artist)
11. Les Prisonniers (The Castle)
12. Trouver refuge (Refuge)
13. Cyber-influence (Bulletproof)

### Deuxième saison (2018)
Cette saison de treize épisodes est diffusée depuis le 7 avril 2018 sur CBS et Global.
1. Trois vœux (Three Wishes)
2. Alter egos (Alters)
3. Secrets d'espions (Secrets and Spies)
4. Un homme libre à Paris (A Free Man in Paris)
5. Sous couverture (Undercover)
6. Héritage (Legacy)
7. Anatomie d'une cause perdue (Anatomy of a Lost Cause)
8. Le Faon (The Fawn)
9. Intransigeant (Hardline)
10. Silence radio (Radio Silence)
11. Le Client (The Client)
12. Terre promise (Promised Land)
13. Sémaphore (Semaphore)

### Troisième saison (2019)
Cette saison de treize épisodes est diffusée depuis le 16 février 2019 sur CBS et Global.
1. Justice (Justice)
2. Le dauphin noir (Black Dolphin)
3. Indiscrétion (Indiscretion)
4. Affaire de famille (It's a Ravenzo)
5. Sauver ou punir (Life and Limb)
6. Condamné à mort (Stay of Execution)
7. Prima ballerina (Prima)
8. La triade noire (Dark Triad)
9. Imposteur et mentor (Broken Record)
10. Inapte (Unfit)
11. Vérité et réconciliation (Truth & Reconciliation)
12. Bombe à retardement (Playing God)
13. Face au passé (Story for Another Day)

## Personnages
- Eric Beaumont : père d'une fille de 14 ans est négociateur. Il a apparemment un lourd passé avec la mère de Maxine Carlson.
- Maxine Carlson : une étudiante qui rêvait de travailler avec Eric Beaumont, un jour en la rencontrant Eric accepte de la prendre comme stagiaire sachant qui était sa mère. Mais dans l'épisode La Taupe on comprend quelle joue alors un double-jeu.
- Oliver Yates : c'est un profiler. Il est celui qui va refuser la candidature de Maxine Carlson, car il avait peur que Maxine perturbe Éric Beaumont, mais Éric finit par lui-même l'engager. Il ne supporte cependant toujours pas la présence de Maxine Carlson.
- Zara Hallam : ex-flic est l'experte en sécurité.